# Eni (Unternehmen)
Die Eni S.p.A. ist ein italienischer Mineralöl- und Energiekonzern mit Sitz in Rom, der in den Bereichen Erdöl, Erdgas, Petrochemie, Chemie, Stromerzeugung und Erneuerbare Energien tätig ist.
Das Unternehmen ist an der Borsa Italiana im Leitindex FTSE MIB sowie im EURO STOXX 50 gelistet.
Der Name Eni ist ein Akronym für Ente Nazionale Idrocarburi (deutsch: Nationale Körperschaft für Kohlenwasserstoffe).

## Geschichte

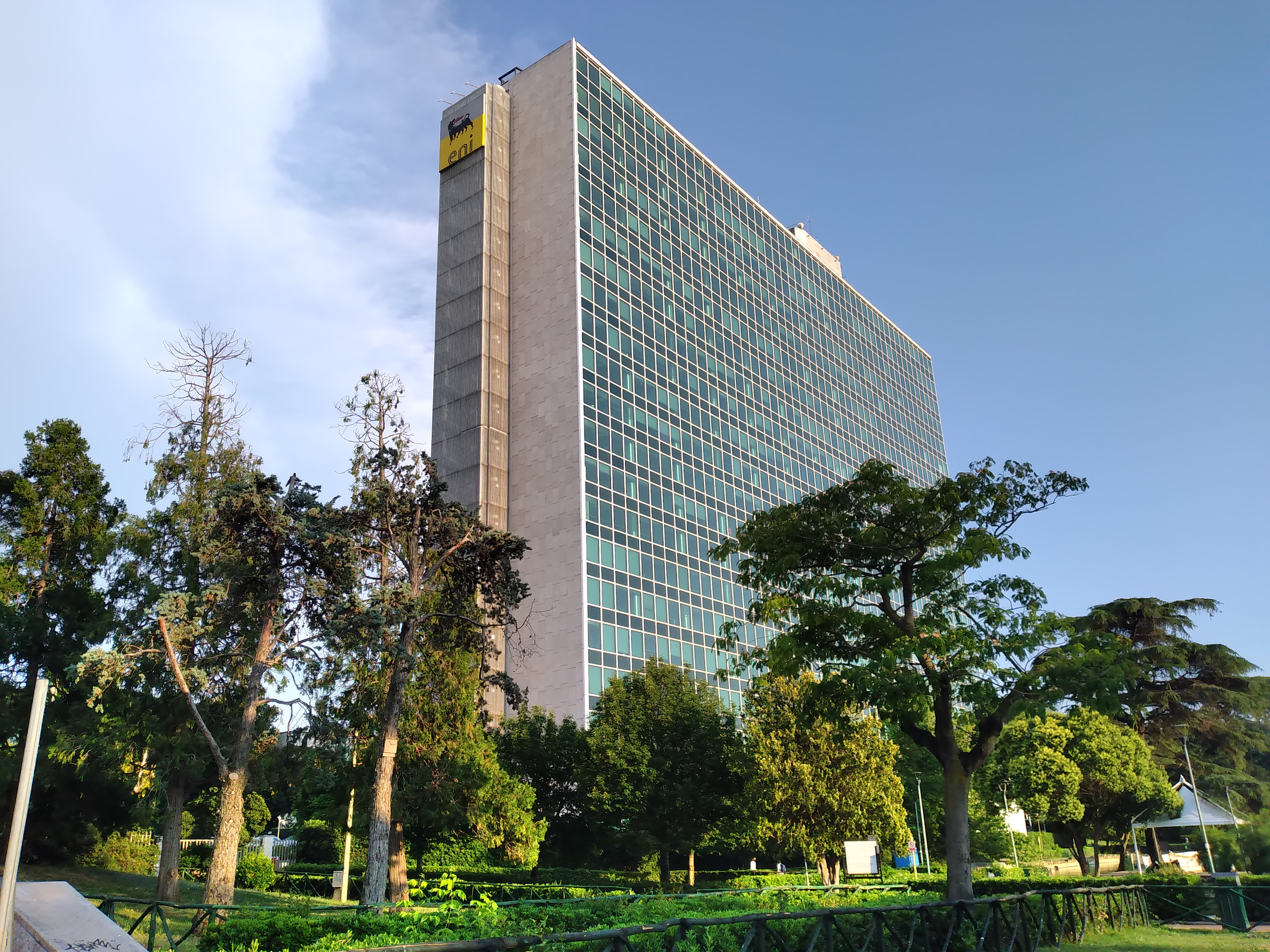
Hauptsitz der Eni in Rom

Die Ursprünge des Unternehmens liegen in der 1926 gegründeten Agip (Azienda Generale Italiana Petroli), mit der Italien seine Erdöl- und Gaspolitik lancierte und die Exploration von Kohlenwasserstoffen in Italien und die Zusammenarbeit mit Rumänien, Albanien und dem Irak einleitete. In den darauf folgenden Jahren wurde das Vertriebsnetz Agip eingerichtet, während die Exploration mit wenig Erfolg fortgesetzt wurde, sodass der zum Insolvenzverwalter bestellte Enrico Mattei 1945 beauftragt wurde, die Gesellschaft zu liquidieren. Kurz darauf wurden verschiedene große Erdgasvorkommen in der Poebene entdeckt und die Liquidation der Agip eingestellt.
1953 wurde Eni (Ente Nazionale Idrocarburi) in Mailand gegründet und Enrico Mattei als erster Vorstandsvorsitzender eingesetzt, gleichzeitig wurde Agip in Eni integriert. Mattei kippte das Monopol der größten erdölproduzierenden Gesellschaften und führte eine neue Vertragsformel mit den produzierenden Ländern ein. Diese Formel, die zum ersten Mal Mitte der 1950er Jahre in Ägypten und im Iran eingesetzt wurde, bot den örtlichen staatlichen Behörden mit einer 50-prozentigen Beteiligung die Möglichkeit, am Profit aus der Entwicklung der Gas- und Erdölproduktion teilzuhaben.
In den 1950er und 1960er Jahren wurden bedeutende Erdgasvorkommnisse in der Adria entdeckt und in Tunesien mit "El Borma" eines der größten Erdölvorkommnisse Afrikas. Die Expansion erfolgte außer in Italien vor allem in Afrika, wo in Libyen, Äthiopien und Somalia Tankstellennetze aufgebaut und im Golf von Suez und in Nigeria bedeutende Erdölvorkommnisse entdeckt wurden. In Marokko nahm Eni seine erste Raffinerie in Afrika in Betrieb. 1960 unterzeichnete Eni mit der Sowjetunion einen Vertrag über den Erdölimport nach Italien. Weitere große Erdölvorkommnisse wurden im Iran und im Persischen Golf entdeckt.
In den 1970er Jahren erkannte Eni Erdgas als alternative Energiequelle, um der durch das erste Ölembargo ausgelösten Krise entgegenzutreten, und unterzeichnete Vereinbarungen über den Import von Gas aus der Sowjetunion und den Niederlanden. Von da an wurde Erdgas zum zweiten bedeutenden Standbein, was Eni von den anderen weltgrößten Mineralölunternehmen noch heute unterscheidet. So führte Eni in Italien Tiefbohrungen durch und baute internationale Gaspipelines nach Tunesien und Algerien, welche die Gaslieferungen nach Italien sicherten.
Im Jahr 1992 wurde Eni von einer öffentlich-rechtlichen Anstalt in eine Aktiengesellschaft umgewandelt und 1995 mit einer IPO die Teilprivatisierung eingeleitet. In vier Tranchen wurden in den Jahren 1995 bis 1998 insgesamt 63 % des Aktienkapitals am Markt platziert. Die internationale Tätigkeit wurde durch Zukäufe in Algerien, China, Angola, der Nordsee und Ägypten stark ausgebaut. Mit Kasachstan, Aserbaidschan, Nigeria und Angola wurden konzernrelevante Vereinbarungen unterzeichnet. 1999 besiegelte Eni mit Gazprom eine Vereinbarung über den Bau der 1.250 km langen Blue Stream Gaspipeline, die Russland über das Schwarze Meer mit der Türkei verbindet.
Eni expandierte nach der Jahrtausendwende mit den Zukäufen der im Bereich Exploration und Produktion tätigen British Borneo und Lasmo weiter. Ebenfalls wurde die Konzernstruktur reorganisiert. Weitere Projekte waren die Wiederaufnahme der Exploration und Produktion in Saudi-Arabien, die Förderung aus dem kurz zuvor entdeckten großen Vorkommens Kashagan und der Start des Western Libya Gas Project. Weiter sicherte sich Eni Explorations-Lizenzen in Nord-Alaska und Indien und unterzeichnete 2006 mit Gazprom ein Abkommen, das Eni die Gaslieferung aus Russland bis 2035 garantiert und Gazprom den Eintritt in den italienischen Markt erlaubt. Neben Erdöl und Erdgas wuchs die Sparte Energiegewinnung zum dritten starken Standbein von Eni.
1999 wurde EniChem in Syndial umbenannt, wobei die Bereiche, die nicht zur Petrochemie gehörten, im Jahr 2002 an Polimeri Europa übertragen wurden. Syndial trägt bis heute an den Altlasten des Chemiekonzerns. So verurteilte 2008 ein Turiner Gericht das Unternehmen zu einer Geldbuße von 1,9 Milliarden Euro wegen der Einleitung von DDT in den Lago Maggiore in den Jahren 1990 bis 1996.
Umsatz und Gewinn haben sich von 1997 bis 2006 von 31,3 Mrd. Euro auf 86,1 Mrd. Euro beziehungsweise von 2,6 Mrd. Euro auf 9,2 Mrd. Euro etwa verdreifacht, womit Eni in die Top-20 der umsatzstärksten Weltkonzernen aufgestiegen ist und trotz der rund 30-prozentigen Staatsbeteiligung eines der profitabelsten Unternehmen der Welt wurde. Die Aktien von Eni haben zwischen dem Börsengang Ende 1995 bis 2007 unter Berücksichtigung der ausgeschütteten Dividenden über zwölf Jahre hinweg im Plus geschlossen, der Wert der Aktien inklusive der ausgeschütteten Dividenden in dieser Zeit versechsfachte sich. Mit der Finanzkrise wurde dem ein Ende gesetzt.
Seit Anfang der 2000er Jahre hat Eni durch die Zusammenarbeit mit verschiedenen Geschäftspartnern und Forschungseinrichtungen eine an erneuerbarer Energie orientierte Energiewende gestartet. 2008 schloss sie mit der MIT (Massachusetts Institute of Technology) eine Vereinbarung über Energieforschung ab, um moderne Solartechnologien zu entwickeln. Aus der Vereinbarung ging die Gründung der Eni-MIT Solar Frontiers Center hervor. Eni ist Hauptgesellschafter der amerikanischen Commonwealth Fusion Systems (CFS), die in Zusammenarbeit mit der MIT einen Fusionsreaktor vom Typ Tokamak, eine toroidale Kammer, entwickelt, der viel kompakter und günstig als andere vorhandenen Projekte ist, wie der internationale Reaktor ITER. Im September 2021 wurde der erste Test erfolgreich durchgeführt, für den Hochtemperatursupraleiter angewendet wurden, um nachhaltige Energie zu erzeugen.

## Geschäftsfelder
Die Kerngeschäftsfelder von Eni umfassen Erdöl, Erdgas und Petrochemie in folgende drei Bereiche gegliedert:
- Exploration und Produktion (Erschließung und Förderung von Erdöl und Erdgas)
- Gas und Energie (Lieferung, Transport und Vertrieb von Erdgas und Strom) (Eni Plenitude)
- Raffination und Marketing (Raffination, Lagerung, Transport und Vermarktung von Erdölprodukten, unter anderem über das Tankstellennetz Agip (Enistation))

Weitere Geschäftsfelder:
- Bauingenieurwesen (Konstruktion, Bau und Installation von Anlagen zur Erschließung, Förderung, Lieferung und Weiterverarbeitung im Erdöl- und Gassektor sowie deren Rückbau)[8] (Saipem)
- Elektrizitätswirtschaft (Konventionelle und erneuerbare Stromerzeugung- und -verteilung) (Enipower)[9]
- Petrochemie (Produktion und Vermarktung von petrochemischen Produkten) (Versalis)[10]
- Umweltmanagement (auf eigene Unternehmensaktivitäten bezogen: Altlastenbeseitigung, Sanierung und Rückgewinnung nicht mehr genutzter Gebiete, Recycling, Abfall- und Wassermanagement) (Eni Rewind)[11]

### Exploration und Produktion

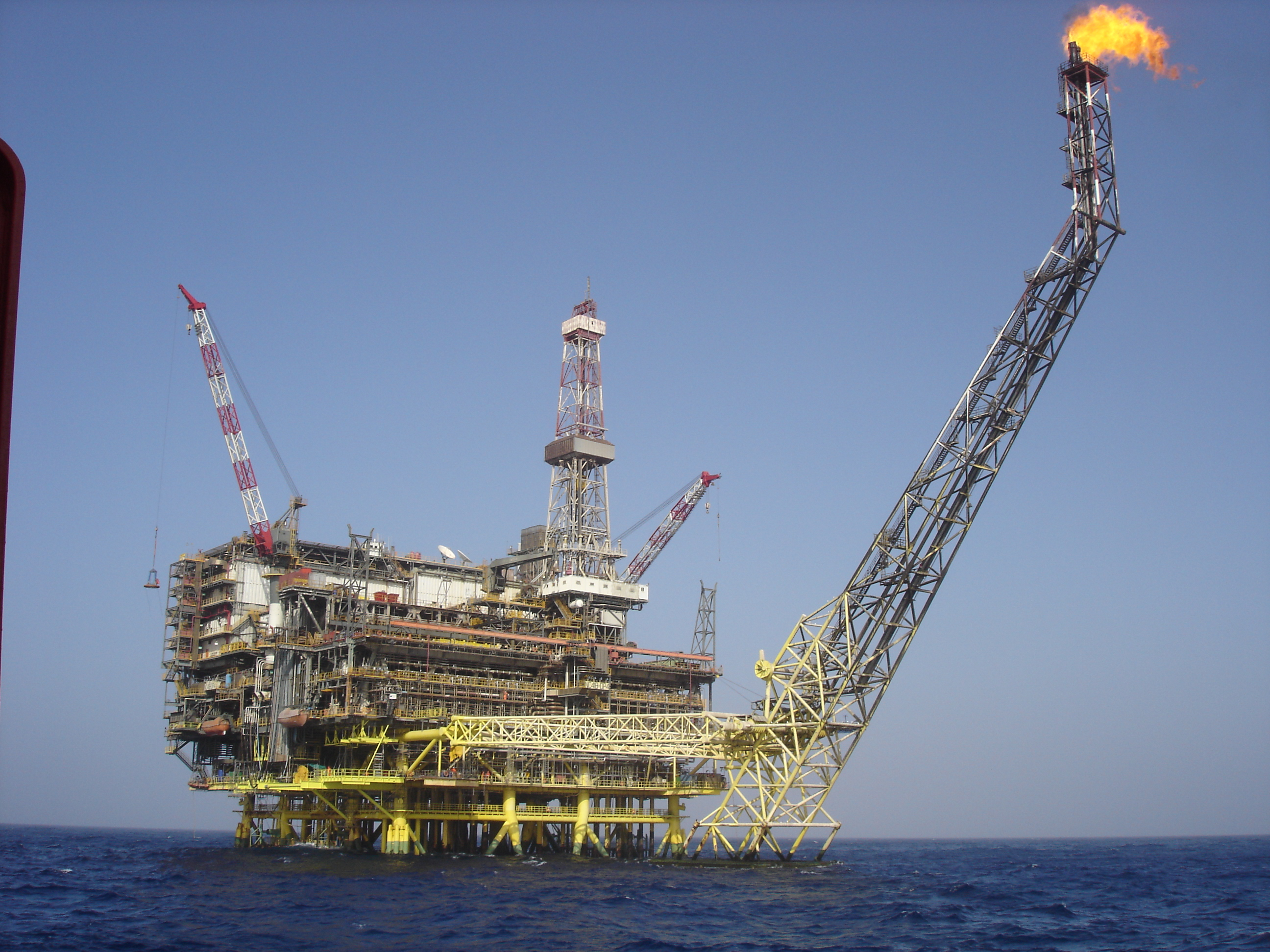
Bohrinsel der Eni im Mittelmeer vor der nordafrikanischen Küste

Eni betreibt Exploration und fördert Erdöl und Erdgas in Europa (Italien, Irland, Norwegen, Grönland), in Nord-, West- und Zentralafrika, Nord-, Mittel- und Südamerika, Zentral-, Süd- und Ostasien, dem Nahen Osten und Australien.
Die Produktion belief sich 2024 auf 1,70 Millionen Barrels of oil equivalant (boe, Barrel Öleinheiten) pro Tag. Die gesicherten Reserven betrugen per Ende 2024 rund 6,5 Milliarden boe, was bei gleichbleibender Produktion und ohne Neuentdeckungen einer Lebenszeit von mehr als zehn Jahren gleichkäme.

### Gas und Energie
Als ehemaliger Staatsmonopolist ist Eni der größte Gasversorger Italiens und im Bereich Lieferung, Transport und Vertrieb von Erdgas tätig. Im Gegensatz zu anderen großen Erdölgesellschaften bildet dies das zweite starke Standbein von Eni, was es weit weniger abhängig vom Erdölmarkt macht. Der Verkauf von Erdgas belief sich 2022 auf 60,52 Milliarden Kubikmeter, 51 Prozent davon im italienischen Heimatmarkt und 49 Prozent im restlichen Europa.
Im Bereich konventionelle und erneuerbare Stromerzeugung hat Eni in den letzten Jahren ein enormes Wachstum verzeichnet. 2024 belief sich der Verkauf auf 44,83 Terawattstunden (TWh).
Insgesamt erzielte der Geschäftsbereich Gas und Power im Geschäftsjahr 2024 einen Absatz von 50,88 Milliarden Kubikmeter Erdgas.

### Raffination und Marketing

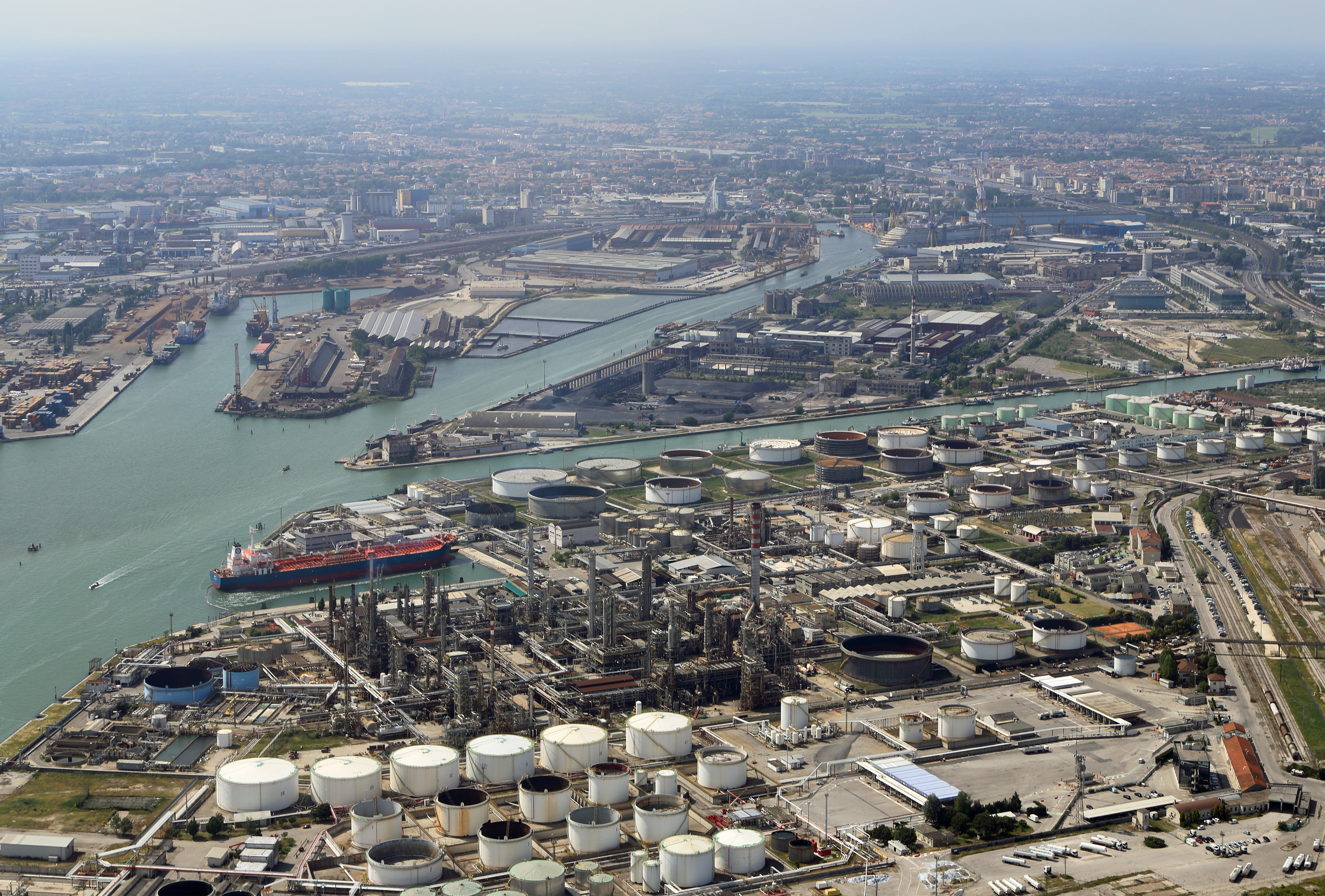
Erdölraffinerie der Eni in Marghera

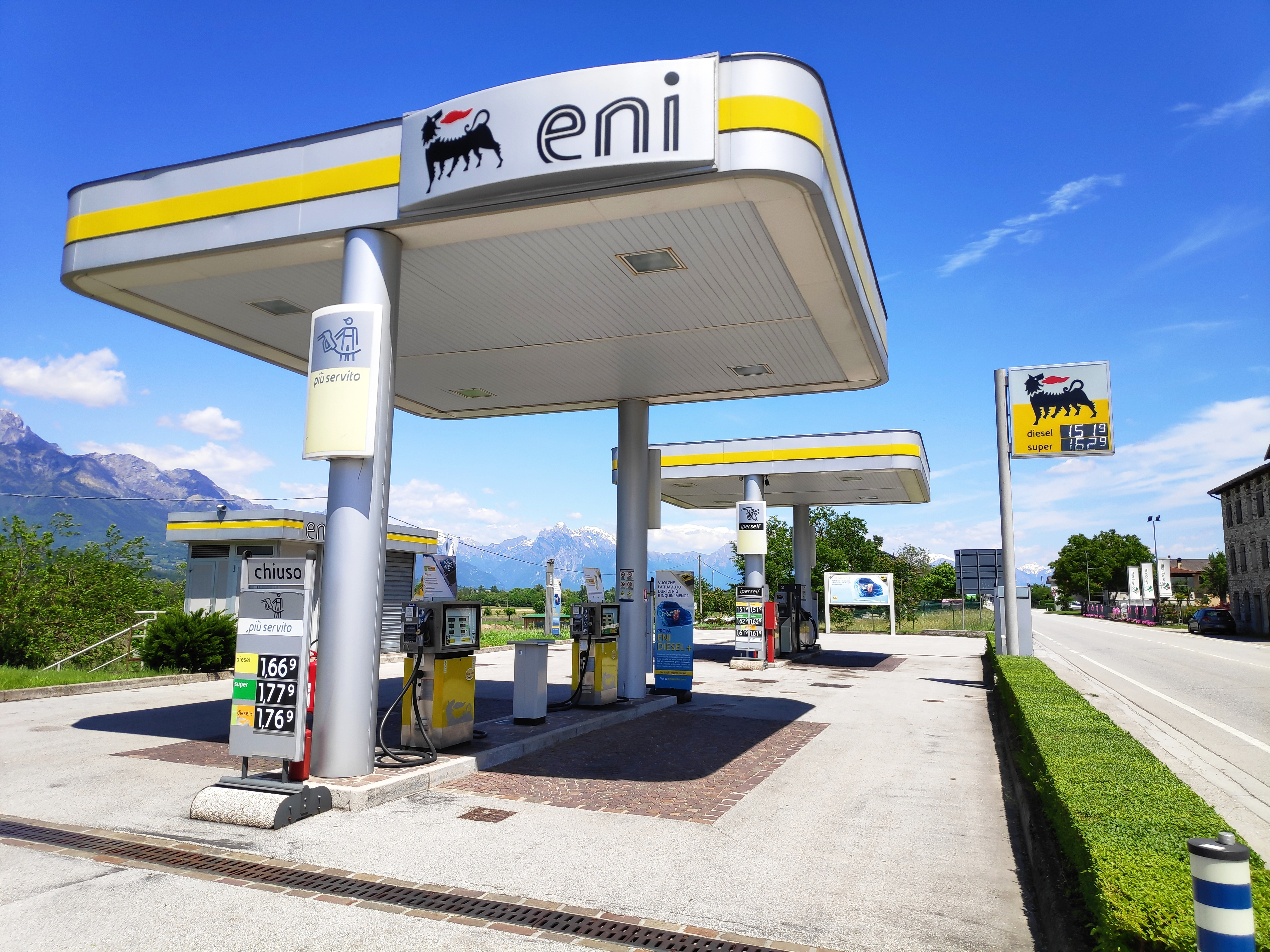
Eni-Tankstelle

Der Bereich Raffination und Marketing beinhaltet das Raffinieren, die Lagerung und Transportlogistik sowie die Vermarktung und das Vertriebsnetz von Erdölprodukten. Darüber hinaus besitzt Eni auch Bioraffinerien.
Europaweit betreibt Eni unter dem Markennamen Agip (Enistation) rund 5400 Tankstellen, Tankstellenshops sowie Autobahnraststätten, davon etwa 4350 in Italien, womit Eni der größte Tankstellennetz-Betreiber des Landes ist, 480 in Deutschland, 320 in Österreich, 285 in der Schweiz und 180 in Frankreich.
Der Umsatz in diesem Bereich belief sich im Geschäftsjahr 2023 auf 52,2 Milliarden Euro, was rund 55 % des Gesamtumsatzes entspricht.

### Beteiligungen
Im Persischen Golf westlich von Abu Dhabi vor der Küste der Vereinigten Arabischen Emirate (VAE) ist Eni seit Ende der 2010er-Jahre mit 25 % an der Ghasha-Konzession der staatlichen Abu Dhabi National Oil Company der VAE (ADNOC, auch Hail & Ghasha sour gas fields) beteiligt, dem weltweit größten Offshore-Projekt zur Sauergas-Förderung. In Deutschland ist Eni an den Raffinerie Bayernoil und der PCK-Raffinerie beteiligt.

## Kennzahlen
Eni gehört zu den größten und profitabelsten Konzernen Europas und ist eines der größten Mineralöl- und Energieunternehmen der Welt. Im Jahr 2024 wurde ein Jahresumsatz in Höhe von 88,80 Milliarden Euro erzielt und 32.492 Mitarbeiter beschäftigt. Eni ist in 64 Ländern tätig. Die Marktkapitalisierung betrug im Dezember 2024 rund 40 Milliarden Euro.

### Anteilseigner
(Stand: März 2025)
| Anteil   | Anteilseigner       | Anmerkung |
| -------- | ------------------- | --- |
| 30,500 % | Italienischer Staat | davon 1,997 % über das Ministero dell’Economia e delle Finanze und 28,503 % über die Cassa Depositi e Prestiti |
| 5,017 %  | Eigene Aktien       | |
| 64,483 % | Streubesitz         | |

## Logo
Als Firmenlogo wird ein schwarzer, feuerspeiender Hund mit sechs Beinen auf gelbem Hintergrund geführt. Der Entwurf des Bildhauers Luigi Broggini wurde 1952 in einem Wettbewerb von Eni aus 4000 Vorschlägen ausgewählt. Die sechs Beine des imaginären Tieres stehen für die beiden Beine des Fahrers und die vier Räder eines Autos.

## Kritik

### Umweltverschmutzung in Drittweltländern
Wie alle in Drittweltländern tätigen Erdölkonzerne ist auch Eni mit Vorwürfen konfrontiert, bei der Förderung von Erdöl nur einen geringen Wert auf den Umweltschutz und den Lebensraum der lokalen Bevölkerung zu legen. So kam es v. a. in Nigeria, dem größten Öllieferanten Afrikas, immer wieder zu Auseinandersetzungen und Entführungen von Mitarbeitern verschiedener westlicher Erdölkonzerne, weil die dort lebenden Menschen durch die Ölförderung und die damit verbundene Umweltverschmutzung ihre Lebensgrundlage bedroht sehen. Laut Angaben von Eni sind in Nigeria 67 % der Ölverschmutzung durch Ölverluste auf Sabotage, Diebstahl und Terrorismus zurückzuführen.

### Preispolitik an den Tankstellen
In Italien werfen Konsumentenschutzverbände den Erdölgesellschaften oft vor, eine besonders gewinnorientierte Preispolitik zu betreiben, bei der Preiserhöhungen sofort, Preissenkungen hingegen nur zögerlich weitergegeben werden. Diesbezüglich fand im August 2007 nochmals eine Sitzung zwischen den führenden Erdölgesellschaften und der Regierung statt, bei der über die Preisunterschiede der Treibstoffe in Italien gegenüber den anderen EU-Ländern diskutiert wurde. Dies, nachdem die Preisdifferenz in Italien zu den anderen EU-Ländern gerade vor Beginn der Sommerferien Höchstwerte erreicht hat und so Vermutungen einer systematischen Preisabsprache unter den Tankstellennetz-Betreibern laut geworden sind. Diverse Studien zeigen, dass, unter Ausschluss der Treibstoffsteuern, die Treibstoff-Preise in Italien v. a. aus strukturellen Gründen höher sind als im europäischen Ausland. So ist das italienische Tankstellennetz mit über 22.000 Verkaufspunkten das größte in Europa, beim durchschnittlichen Treibstoffverkauf pro Tankstelle allerdings nur an fünfter Stelle unter den EU-15-Ländern. In Bezug auf Selbstbedienungs-Tankstellen und bargeldlosen Zahlungsmöglichkeiten beim Tanken liegt Italien gar an letzter Stelle.
Im Juni 2012 startete das Unternehmen jedoch eine Preiskampf-Aktion, um den vom Staat verhängten hohen Benzinsteuern entgegenzuwirken. Dabei werden die Preise an bestimmten Tagen und an bestimmten Tankstellen italienweit um 20 % gedrückt. Eine Aktion, die schlussendlich auch andere Tankstellenbetreiber mitgerissen hat: So kündigte Esso an, ähnliche Preissenkungen vorzunehmen.

### Preisabsprachen unter den Chloropren-Kautschuk-Herstellern
2007 hat die Europäische Kommission gegen die Konzerne Bayer, Denka, DuPont, Dow Chemical, Eni und Tosoh eine Geldbuße von insgesamt 243,2 Mio. Euro verhängt, weil sie sich an einem Chloropren-Kautschuk-Kartell beteiligt haben. Diese hatten sich laut Kommission zwischen 1993 und 2002 den Markt für Chloropren-Kautschuk untereinander aufgeteilt und Preisvereinbarungen getroffen. Den mit Abstand größten Teil der Kartellbuße wurde Bayer auferlegt, welche eine Kartellstrafe von 201 Mio. Euro hätte zahlen müssen. Wegen der 2002 eingeführten Kronzeugenregelung wurde Bayer die Geldbuße erlassen. Nach Berücksichtigung der aufgrund der Kronzeugenregelung gewährten Ermäßigungen entfiel der größte Teil der Geldbuße mit 132,1 Mio. Euro auf Eni, welche neben Bayer bereits in früheren Kommissionsentscheidungen wegen Kartellaktivitäten mit Geldbußen belegt wurde. Von der restlichen Geldbuße entfielen 59,2 Mio. Euro auf DuPont, davon 48,6 Mio. Euro auf Dow (beide 25 % Ermäßigung), 47 Mio. Euro auf Denka und 4,8 Mio. Euro auf Tosoh (50 % Ermäßigung).